# Beauty and the Beast (sång)
"Beauty and the Beast" är en powerballad, skriven av Alan Menken och Howard Ashman, från 1991.
Sången är ledmotiv till Disneyfilmen Skönheten och Odjuret som kom ut samma år och blev belönad med en Oscar för bästa sång. Den sjöngs i original av Celine Dion och Peabo Bryson och kom senare att bli en av Dions mest kända låtar. På svenska sjöngs den in av Sofia Källgren och Tommy Körberg, som båda gjorde rösterna till huvudrollerna i filmens svenska dubbning. I filmen sjungs den även av tekannan Mrs. Potts, som spelas av Angela Lansbury i det engelska originalet.